# Public Opinion Quarterly
Public Opinion Quarterly (POQ) ist eine seit 1937 publizierte US-amerikanische Fachzeitschrift für Kommunikations- und Politikwissenschaften. Verlegt wird die Zeitschrift vierteljährlich für die American Association for Public Opinion Research bei der Oxford University Press. Sie unterliegt einem Peer-Review. Inhaltlich werden u. a. Theorie, Methodik und Analyse behandelt. Derzeitige Editor sind Patricia Moy und Tom W. Smith. Der Impact Factor der Zeitschrift beträgt 2.247 (2011).